# Паспорт гражданина Дании
Паспорт гражданина Дании выдаётся гражданам Дании (дат. Kongeriget Danmark) для международных поездок.
Различные версии паспорта выдаются жителям Дании, Гренландии и Фарерских островов, однако жители этих территорий имеют одинаковое гражданство. Граждане Дании, живущие в Гренландии или на Фарерских островах могут выбрать между датским паспортом Евросоюза и местным (гренландским или фарерским).
Каждый гражданин Дании (за исключением жителей Фарерских островов) так же является гражданином Европейского союза. Данный паспорт гарантирует свободное перемещение по Европейской экономической зоне и Швейцарии .
По состоянию на май 2018 согласно Индекс визовых ограничений, граждане Дании могут посетить 185 стран мира без визы или с получением визы по прибытии.

## Страница идентификации
Содержит следующие данные:
- Фото владельца
- Tип (P)
- Номер паспорта.
- Фамилия
- Имя
- Пол
- Гражданство (дат. Dansk, Danish, фр. Danoise)
  - В фарерском паспорте так же: Dansk/Danskur/Danish-Foroyskur/Faroese[4]
  - В гренландском паспорте первая страница — на гренландском, датском и английском языках, текст на первой и второй страницах — на официальных языках Европейского союза[5]
- Рост
- Дата рождения
- Личный номер
- Место рождения
- Дата выдачи и окончания срока действия
- Место выдачи
- Подпись владельца

Паспорт содержит машиносчитываемую страницу.

## Отображение имён
Имена, содержащие специальные символы (æ, ø, å) записываются правильно в неавтоматической зоне, но отображаются в машиночитаемой зоне, æ как AE, ø как OE, и å как AA, согласно международным стандартам. Например, Gråbøl → GRAABOEL.

## Tипы
Помимо обычного паспорта (со словом PAS на обложке), существуют 3 версии синего служебного паспорта (TJENESTEPAS) и красный дипломатический паспорт (DIPLOMATPAS). Дипломатический паспорт не содержит текста DEN EUROPÆISKE UNION.

## Визовые требования

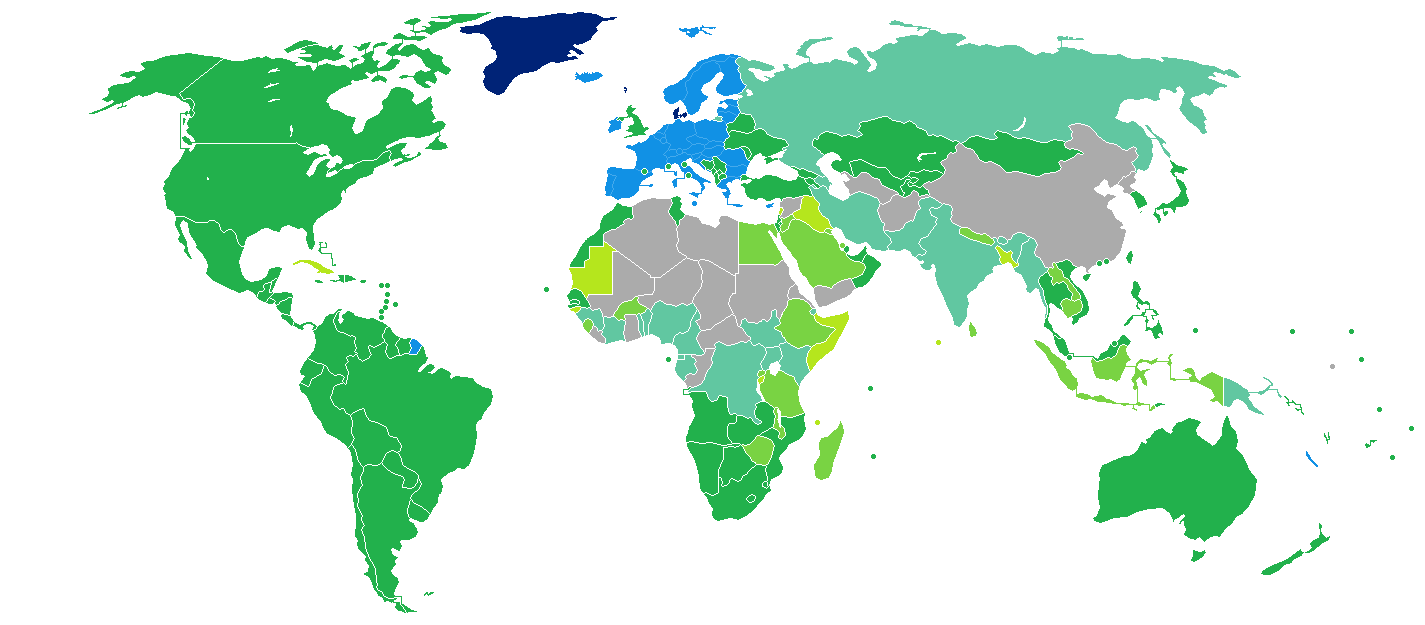
Дания
Неограниченный доступ
Виза не требуется
Виза выдаётся по прибытии
Требуется электронная виза
Визу можно получить по прибытии или онлайн
Виза требуется до прибытия

## Полемика
В 2010 году датский гражданин, являющийся атеистом, подал жалобу в министерство юстиции Дании из-за включения в паспорт изображения распятия Иисуса, утверждая, что паспорта должны быть без религиозных символов. Этот аргумент был отвергнут ведущими датскими политиками, утверждая, что христианство является частью культурной истории Дании.